# 伊達宗嵩
伊達 宗嵩（だて むねたか）は、江戸時代後期の武士。陸奥国仙台藩一門第六席・岩谷堂伊達家9代当主。

## 生涯
享和3年（1803年）、岩谷堂伊達家8代当主・伊達宗隆の子として生まれる。仙台藩10代藩主・伊達斉宗の偏諱を受け靫負宗嵩と名乗った（｢嵩｣の字は、父と同名になるのを避けるため、岩谷堂伊達家（岩城氏）の通字である｢隆｣の使用を控えたものと考えられる）。
父・宗隆の隠居により、家督と知行5000余石を相続して岩谷堂邑主となるも、文政6年（1824年）7月2日、宗隆に先立って早世した。享年22。
家督は、亘理伊達家11代当主・伊達宗賀の子の義隆が養子となって相続した。